# Урушадзе, Автандил Арсенович
Автандил Урушадзе (груз. ავთანდილ არსენის ძე ურუშაძე, 1890 — 21 мая 1955, Стамбул) — грузинский военно-политический деятель, член Грузинской социал-демократической партии и комитета независимости Грузии.

## Биография

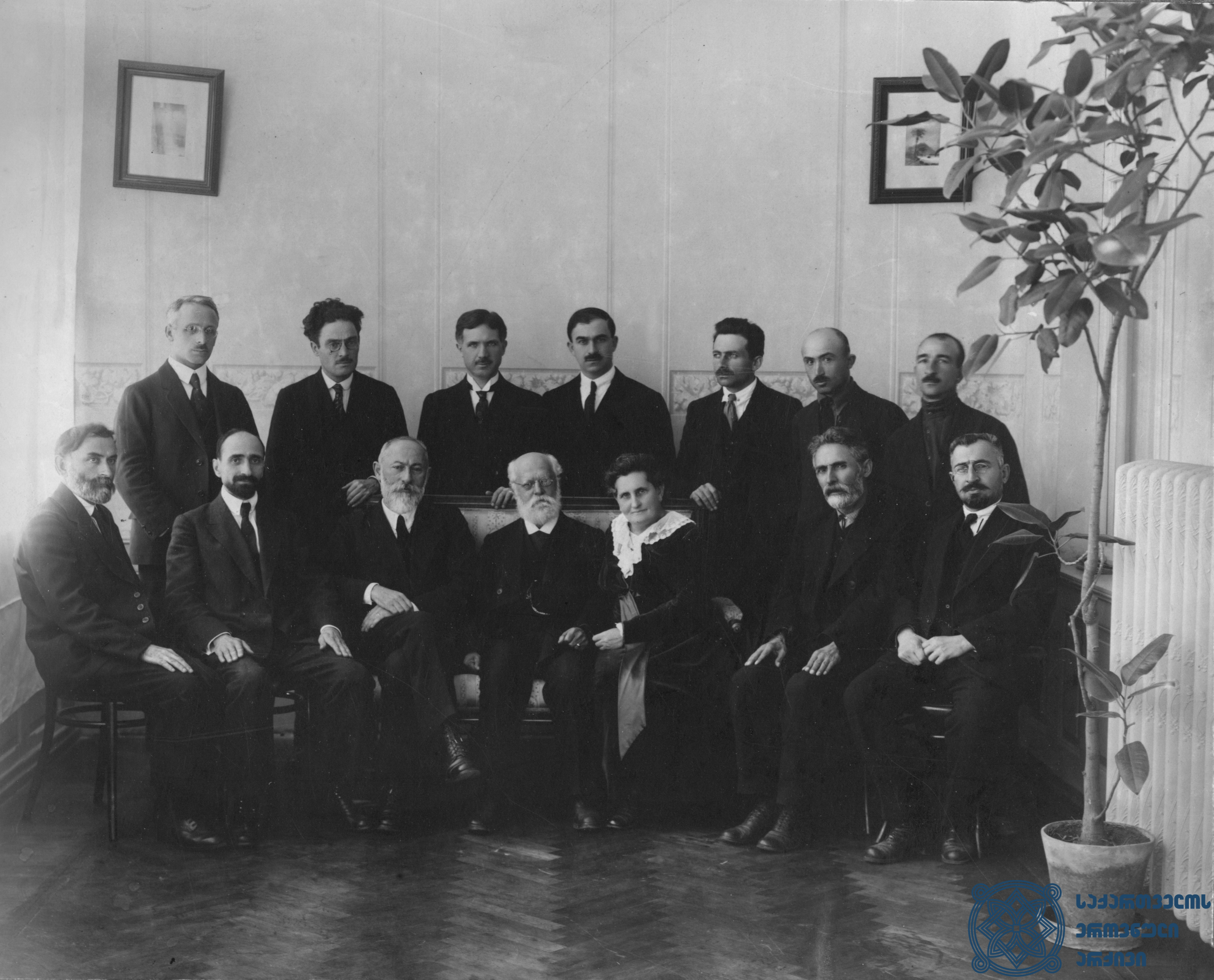
Карл Каутский с грузинскими социал-демократами, Тифлис, 1920.
1-й ряд, слева-направо: С. Девдариани, Н. Рамишвили, Н. Жордания, К. Каутский и его жена Луиза, С. Джибладзе, Р. Арсенидзе;
2-й ряд, слева-направо: секретарь Каутского Пауль Ольберг, В. Тевзая, К. Гварджаладзе, К. Сабахтарашвили, С. Тевзадзе, А. Урушадзе, Г. Цинцабадзе

Отец, Арсен Урушадзе, имел отличную репутацию, был членом Общества распространения грамотности среди грузин и распространителем газеты «Иверия» в Гурии.
Автандил окончил Ланчхутийское училище в 1909 году. В 1910 году поступил на военную службу. По окончании военного училища в 1914 году в действующей армии, участник Первой мировой войны, был награжден за смелость двумя Георгиевскими крестами и несколькими медалями.
В конце 1918 года вернулся на родину. Тем же летом правительство Демократической Республики Грузии (1918—1921) решило создать Народную гвардию, Урушадзе активно участвовал в её формировании, был избран начальником штаба Народной гвардии и председателем регионального штаба Ланчхути. После этого гвардия Ланчхути активно участвовала практически во всех крупных военных операциях. В то же время Урушадзе был одним из руководителей гурийской региональной организации социал-демократической партии.
После советизации Грузии, в 1921—1924 годах, занимался активной партизанской деятельностью в Гурии.
В конце 1924 года Урушадзе покинул Стамбул. Он жил во Франции до 1941 года и служил в Odencourt, моторном заводе Peugeot для испытаний автомобилей. Параллельно он активно участвовал в деятельности грузинской диаспоры во Франции, являлся членом правления общины. Кроме того, он входил в иностранное бюро грузинской социал-демократической партии.
В 1941 году Урушадзе покинул Францию. Его перевезли в Германию видные деятели грузинской политической эмиграции Ираклий Багратион-Мухранели, Михаил Церетели, Александр Никурадзе, Григол Робакидзе, Шалва Маглакелидзе и другие члены «Комитета Союза Грузии», целью которого было освобождение Грузии от Советской власти. Урушадзе был зачислен в легион немецкого вермахта «Грузинский легион», благодаря его руководству и активному участию в 1941—1942 годах более 300 грузинских заключенных были освобождены из немецких концентрационных лагерей. В 1942 года командование Легиона и руководство комитета связи Грузии выдали Урушадзе мандат на формирование группы в Турции. Целью группы была агитация населения Грузии и разъяснительная работа с людьми о целях грузинского легиона вермахта и грузинской политической эмиграции. Для этого Урушадзе прибыл в Стамбул. Цель грузинской эмиграции и грузинского легиона не была достигнута.
Вместе с Сандро Менагром возглавлял грузинскую диаспору в Турции.
Автандил Урушадзе скончался в Стамбуле в возрасте 65 лет. Похоронен на греческом кладбище.

## Семья
Супруга Варвара (Гогуча) Чхаидзе и трое детей: умерший в детстве Вахтанги, Тариели (1922—1972) и Придони (Патеко) (1924—2010). В 1951—1953 годах его семья, оставшаяся в Советском Союзе, была выслана в Среднюю Азию.